# Tiempos de resurrección (álbum)
Tiempos de resurrección es el tercer álbum de estudio de la banda de rock peruano Amen lanzado a fines de 2008. De este álbum se desprende como primer sencillo el tema "Y sólo yo quiero (La Chata)". El tema "Violar las leyes" fue el segundo sencillo, el cual tuvo videoclip dirigido por el director peruano Percy Céspedez.

## Lista de canciones
1. Violar las leyes
2. Entre tus llamas (El tunche)
3. Charlemos en las nubes
4. Love and shit
5. Dosis
6. Vibraciones positivas
7. Y solo yo quiero (La Chata)
8. Simplemente
9. El túnel del amor
10. Tiempos de resurrección
11. Amor
12. La Última Canción

## Integrantes
- Marcello Motta - voz y guitarra
- Nathan Chara - bajo
- Henry Ueunten - teclados
- Manuel Chávez - batería